# John Shadegg

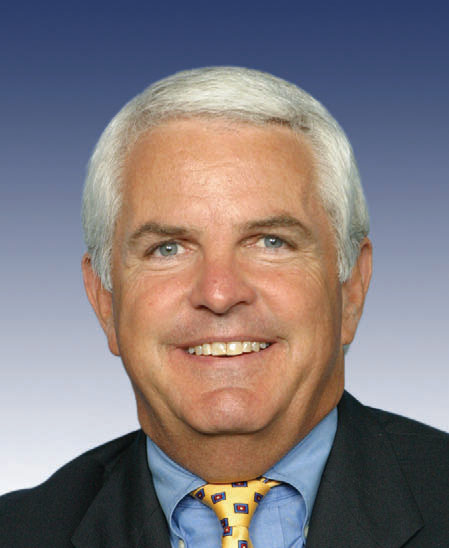
John Shadegg

John Barden Shadegg (* 22. Oktober 1949 in Phoenix, Arizona) ist ein US-amerikanischer Politiker (Republikanische Partei). Zwischen 1995 und 2011 gehörte er dem Repräsentantenhaus der Vereinigten Staaten an, bis 2003 für den 4. und dann für den 3. Kongresswahlbezirk.

## Familie, Ausbildung und Beruf
John Shadegg besuchte die Camelback Highschool und danach bis 1972 die University of Arizona, an deren juristischer Fakultät er anschließend bis 1975 Jura studierte. Nach seiner Zulassung als Rechtsanwalt begann er diesen Beruf auch auszuüben. Von 1969 bis 1975 war er Mitglied der Fliegerabteilung der Nationalgarde von Arizona. Zwischen 1983 und 1990 war er Mitarbeiter im Stab des Attorney General von Arizona. Danach war er Berater der republikanischen Fraktion im Repräsentantenhaus von Arizona.
Shadegg ist mit Shirley Lueck verheiratet. Das Paar hat einen Sohn und eine Tochter.

## Kongressabgeordneter
Shadegg zog nach seinem Sieg bei der Wahl 1994 für den 4. Kongresswahlbezirk Arizonas am 3. Januar 1995 in das US-Repräsentantenhaus ein. In den folgenden Jahren wurde er mit jeweils mehr als 60 % der Wählerstimmen in diesem Mandat bestätigt. Ab 2003 vertrat er infolge des Neuzuschnitts der Wahlkreise („redistricting“) den geographisch weitgehend identischen neuen 3. Kongresswahlbezirk. In den Jahren 2004, 2006 und 2008 wurde er jeweils mit über 50 % der Stimmen in seinem Amt bestätigt. 2010 verlor er seinen Sitz an Ben Quayle und schied am 3. Januar 2011 aus dem Kongress aus.
Er war Mitglied des Energie- und Handelsausschusses sowie eines Ausschusses, der sich mit der Unabhängigkeit der Vereinigten Staaten bei Energie und der globalen Erwärmung befasste (Committee on Energy Independence and Global Warming).
Nach dem Tod des Senators John McCain im August 2018 war Shadegg als dessen möglicher Interimsnachfolger im Gespräch, der für die Zeit bis zur Nachwahl im November 2020 vom Gouverneur Doug Ducey bestimmt wird.

## Positionen
Shadegg gilt als politisch konservativ. Er stimmte gegen einen festen Termin zum Truppenabzug aus dem Irak und war gegen die Einführung von Mindestlöhnen. Außerdem trat er für die Errichtung eines Grenzzauns an der Grenze zu Mexiko ein.

## Belege
1. ↑  Jonathan Martin: Arizona Governor Faces a Tough Choice: A Senator Made From McCain’s Mold or Trump’s. In: The New York Times, 26. August 2018.

| Personendaten    | Personendaten                             |
| ---------------- | ----------------------------------------- |
| NAME             | Shadegg, John                             |
| ALTERNATIVNAMEN  | Shadegg, John Barden (vollständiger Name) |
| KURZBESCHREIBUNG | US-amerikanischer Politiker               |
| GEBURTSDATUM     | 22. Oktober 1949                          |
| GEBURTSORT       | Phoenix, Arizona                          |